# Основянский район
Основя́нский район (укр. Основ’янський; до 17.05.2016 года — Краснозаводско́й либо Червонозаво́дский) — административный район в южной части города Харькова. Занимает площадь в 45,54 кв. км.
Находится на юге Харькова. Граничит с Холодногорским районом на западе, с Слободским на востоке, и с Шевченковским, Киевским и Салтовским на севере. На юге соседствует с ХОАД.

## История
26 января 1919 года был образован большой Петинско-Журавлёвский район (через 23 дня после установления Советской власти в городе Харькове, который стал столицей Советской Украины. Сюда переехало правительство республики и ЦК КП(б)У.)
В сентябре 1924 года данный, Краснозаводской район, выделенный из состава Петинско-Журавлёвского (с 1957 — Киевского), получил название «Червонозаводський» (на украинском языке), а на русском языке — «Краснозаводский» либо «Краснозаводской».
В 1940 году с передачей территории Харьковского паровозостроительного завода имени Коминтерна, находившегося на тот момент на территории Краснозаводского района, во вновь созданный Коминтерновский район(ныне - Слободской), названный по имени данного завода, территория Краснозаводского района уменьшилась.
C 1974 до 2016 года на русском языке было официально закреплено украинизированное звучание названия района — «Червонозаводский»
В 1963 году в состав района был включен посёлок городского типа Жихарь.
Распоряжением главы Харьковской облгосадминистрации И. Райнина от 17 мая 2016 года в рамках «закона о декоммунизации» Червонозаводский район переименован в Основянский.

## Границы
С момента образования границы района неоднократно корректировались, в основном в сторону уменьшения.
Также сам район сдвигался, уменьшаясь, с востока города на юг, где сейчас и находится.
Уменьшение площади района происходило по мере выделения из ранее существовавших — новых районов города (первоначально в Харькове было три административных района, затем десять, в настоящий момент их девять).

## Название
Первоначальное название 1919 года «Петинско-Журавлёвский» образовано по местностям, вошедшим его состав: улицы Петинской (ныне Георгия Тарасенка, промышленная зона и район города Петинка) и района города Журавлёвка (малоэтажная жилая зона).
В момент переименования 1924 года и десятилетия после этого по-русски официально назывался Краснозаводский, — административный район в южной части города Харькова. Занимает площадь в 45,54 кв. км, по-украински Червонозаводський.
Данное название было дано, поскольку изначально в состав района входили территории крупнейших заводов города, национализированных после «красной» революции 1917 года, в том числе территория харьковского паровозостроительного завода имени Коминтерна — крупнейшего завода города (ныне завод транспортного машиностроения имени Малышева). Позднее территория завода перешла в Коминтерновский район города(ныне - Слободской)
Ещё со времени СССР в разных печатных источниках в русской передаче употребляются разные по звучанию формы названия района: Краснозаводский, Чернозаводско́й и Червонозаво́дский. С 1974 года в русском языке было официально было закреплено украинизированное звучание названия района — «Червонозаводский», под каким он и значился на сайтах Харьковского городского и Червонозаводского районного совета.
В 2016 году район переименовали согласно закону о декоммунизации Украины. Название дано по находящимся на его территории железнодорожному узлу «Основа» и району его застройки Новая Основа. При этом историческая Основа является частью Новобаварского района (бывшего Октябрьского).